# زانوسي
زانوسي (بالإيطالية: Zanussi)‏ شركة بدأها أنطونيو زانوسي قبل نحو مائة عام، وبالتحديد في عام 1916، بمغامرة جعلت من اسم زانوسي شركة عريقة في مجال الأجهزة المنزلية؛ حتى وصلت الآن بشكلها الحالي والمعروفة بزانوسي الإيطالية نسبة إلى بلد الشركة الأم.
زانوسي منتج إيطالي للأجهزة المنزلية، اشترتها في عام 1984 شركة إلكترولوكس السويدية. زانوسي هي علامة تجارية رائدة في مجال أجهزة ومعدات المطبخ في أوروبا. ويجري تصدير منتجات زانوسي خارج إيطاليا في جميع أنحاء العالم بما في ذلك النمسا وبلجيكا والتشيك ومصر وانجلترا وروسيا وألمانيا والعديد من دول العالم منذ عام 1946. كما يوجد العديد من مراكز الصيانة حول العالم والتي تحمل اسم صيانة زانوسي خاصة في أوروبا والشرق الأوسط.

## وصلات خارجية
- الموقع الرسمي